# Попов, Борис Сергеевич
Борис Сергеевич Попов (р. 28 мая 1930) — советский государственный деятель, юрист;  главный военный прокурор Советского Союза, генерал-лейтенант юстиции.

## Биография
Родился в семье колхозного кузнеца, в 1942 погибшего на фронтах Великой Отечественной войны. Окончил Московский юридический институт, прошёл путь от следователя военной прокуратуры гарнизона до 1-го заместителя главного военного прокурора, члена коллегии прокуратуры СССР, возглавлял военные прокуратуры Тихоокеанского флота и Группы советских войск в Германии. С 1986 по 1989 являлся главным военным прокурором СССР, выступал государственным обвинителем на важнейших судебных процессах, например на суде над генерал-майором ГРУ Д. Ф. Поляковым. В 1990 вышел на пенсию, и продолжил службу праву в качестве учёного, став сотрудником НИИ Генеральной прокуратуры. Разработал научно-методическое пособие для военных прокуроров и следователей. Написал книгу воспоминаний «На службе в военной прокуратуре».